# حساب الطاقة
حساب الطاقة هو نظام يستخدم لقياس وتحليل ورفع تقارير بشأن استهلاك الطاقة فيما يتعلق بأنشطة مختلفة على أساس ثابت. ويتم تطبيقه لتحسين كفاءة الطاقة.

## إدارة الطاقة

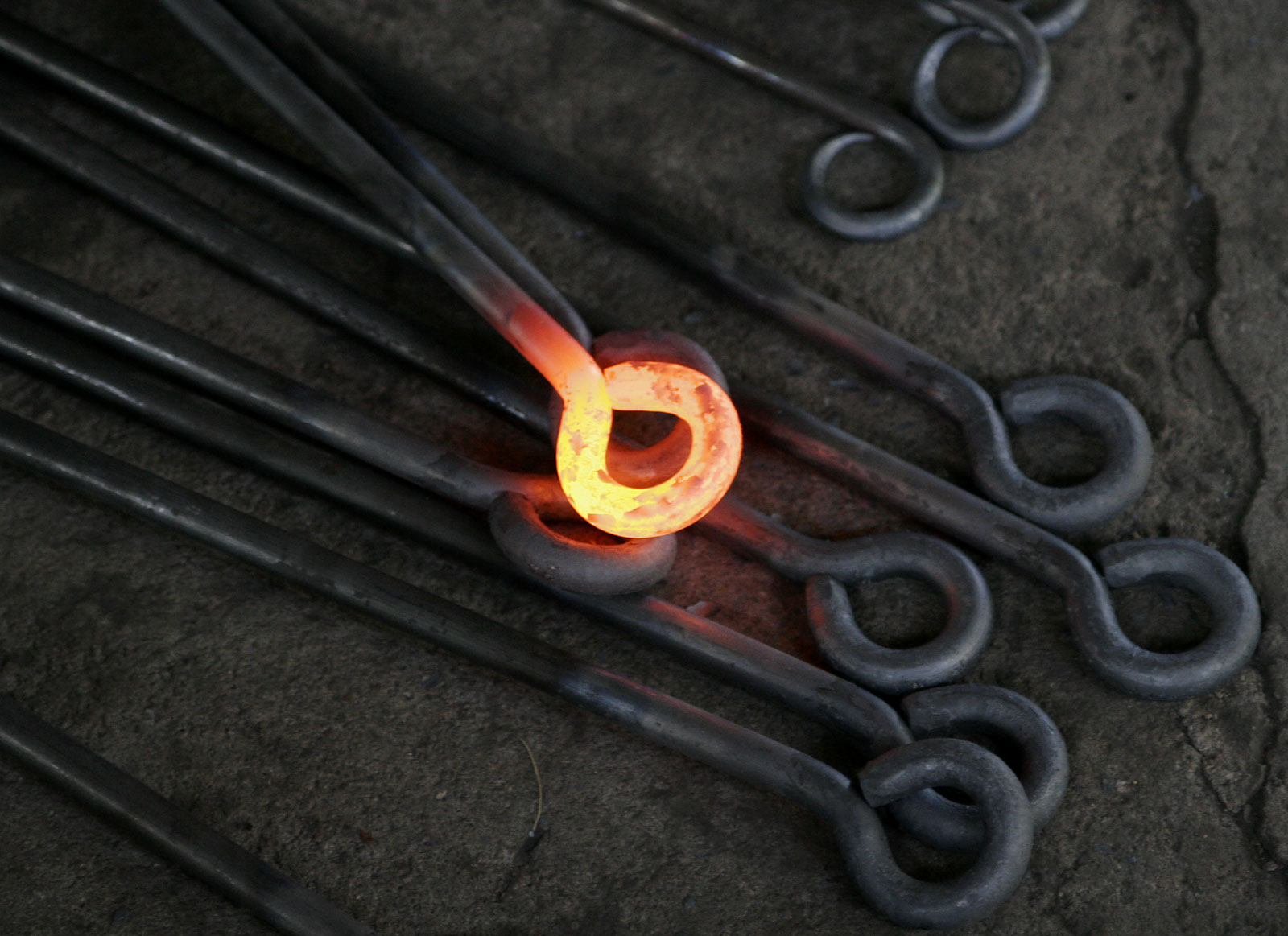
الطاقة الحرارية هي كمية الطاقة الحركيةالجزيئية العشوائية.

إن حساب الطاقة هو نظام يستخدم في أنظمة إدارة الطاقة، حيث يتم قياس وتحليل استهلاك الطاقة لتحسين كفاءة الطاقة داخل منظمة. وتستخدم مؤسسات مثل شركة إنتل هذه الأنظمة لتثبيت استخدام الطاقة لديها.
من الممكن تحويل الطاقة لصور مختلفة. ويمكن استخدام توازن الطاقة في تتبع الطاقة خلال نظام. وقد أصبح هذا أداة مفيدة لتحديد استخدام المصادر والتأثيرات البيئية. حيث يمكن قياس مقدار الطاقة المطلوبة عند كل نقطة في نظام، ومعرفة في أي صورة تكونهذه الطاقة. ويحافظ نظام حساب الطاقة على تتبع الطاقة الداخلة، والطاقة الخارجة، والطاقة غير المفيدة مقابل الشغل المبذول، وتحويلات الطاقة داخل نظام. وأحيانًا يكون الشغل غير المفيد هو المسئول عادة عن المشاكل البيئية.

## توازن الطاقة
الطاقة العائدة مقابل الطاقة المستثمرة (EROEI) هي نسبة الطاقة الصادرة بواسطة تكنولوجيا الطاقة إلى الطاقة المستغلَّة لبناء هذه التكنولوجيا.

## وصلات خارجية
- Accounting: Facility Energy Use